# Fronton (Texas)
Pour les articles homonymes, voir Fronton.
Fronton est une census-designated place située dans le comté de Starr, dans l’État du Texas, aux États-Unis. Sa population s’élevait à 180 habitants lors du recensement de 2010, contre 599 en 2000.

## Source
- (en) Cet article est partiellement ou en totalité issu de l’article de Wikipédia en anglais intitulé « Fronton, Texas » (voir la liste des auteurs).

1. ↑  https://www.tsl.texas.gov/ref/abouttx/popcity12010.html